# Nori Bucci
Nori Bucci é uma guitarrista estadunidense, conhecida por seu trabalho com a banda Gamalon, com a qual tocou de 2004 a 2006.
Em junho de 2002, ela ficou em segundo lugar na "North American Rock Guitar Competition" e em novembro de 2003 ganhou o prêmio de melhor guitarrista de hard rock no "Buffalo Music Awards".

## Discografia

### Solo
- 2000 - Speak To My Soul
- 2003 - Tales of a Dream
- 2010 - A Gift of Music - Christmas favorite arranged for guitar by Nori Bucci